# Врабље
Врабље (слч. Vráble, мађ. Verebély) су град у Словачкој, који се налази у оквиру Њитранског краја, где је град у оквиру округа Њитра.

## Географија
Врабље су смештени у средишњем делу државе. Главни град државе, Братислава, налази се 110 км западно од града.
Рељеф: Врабље су се развили у словачком делу Панонске низије. Град је у равници, на приближно 140 m надморске висине. Источно од града издижу се прва брда Татри.
Клима: Клима у Врабљама је умерено континентална.
Воде: Врабље се налазе на реци Житави.

## Историја
Људска насеља на овом простору датирају још из праисторије. Насеље се први пут спомиње 1265, као место насељено Мађарима. Све до 20. века насеље је било село без већег значаја.
Крајем 1918. Врабље су постали део новоосноване Чехословачке. У времену 1938-44. године град је био враћен Хортијевој Мађарској, али је поново враћен Чехословачкој после рата. За време комунизма град је нагло индустријализован, па је дошло до наглог повећања становништва. После осамостаљења Словачке град је постао њено значајно средиште, али је дошло до привредних тешкоћа у време транзиције.

## Становништво
| Година:    | 1994. | 2004.   | 2014.   | 2024.   |
| ---------- | ----- | ------- | ------- | ------- |
| Број људи: | 9653  | 9470    | 8804    | 8262    |
| Разлика:   |       | -1,89 % | -7,03 % | -6,15 % |

| Година:    | 2023. | 2024.   |
| ---------- | ----- | ------- |
| Број људи: | 8323  | 8262    |
| Разлика:   |       | -0,73 % |

Данас Врабље имају више од 9.000 становника и последњих година број становника полако опада.
Етнички састав: По попису из 2001. састав је следећи:
- Словаци - 93,3%,
- Мађари - 4,7%,
- Роми - 0,8%,
- остали.

Верски састав: По попису из 2001. састав је следећи:
- римокатолици - 88,4%,
- атеисти - 8,5%,
- лутерани - 0,6%,
- остали.

## Партнерски градови
- Ондује